# Brazo del Sudoeste
Mapa del brazo

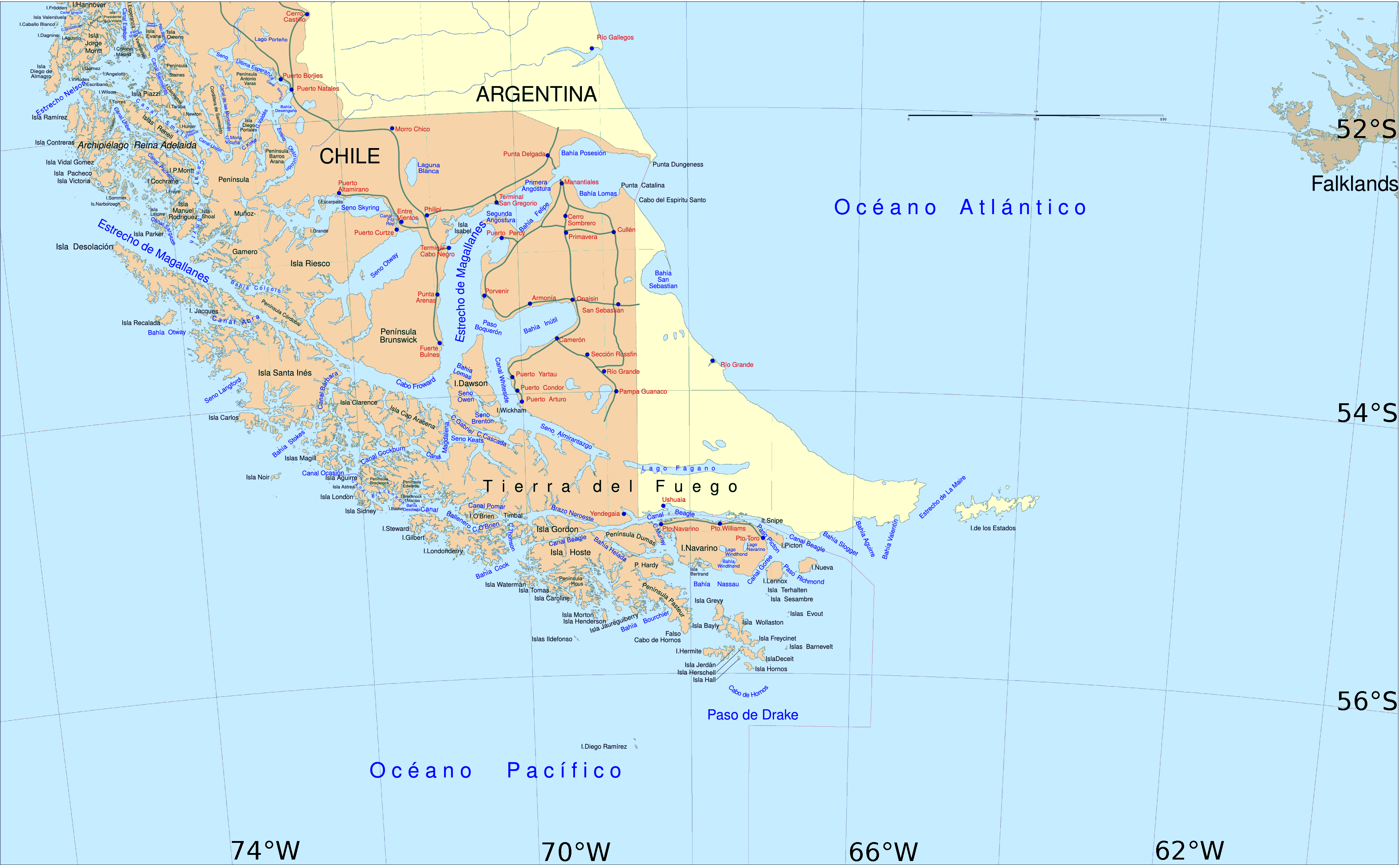
Mapa del sector del brazo del Sudoeste

Se denomina Brazo del Sudoeste  a la parte del canal Beagle que corre por el lado sur de la isla Gordon y que debido a que su parte occidental desemboca en la bahía Cook, situada sobre el océano, queda fuera de la ruta normal de navegación entre Punta Arenas y Puerto Williams. Mide cerca de 32 millas en dirección 256°y su ancho varía entre 3 cables y una milla.
Administrativamente pertenece a la Región de Magallanes y Antártica Chilena, Provincia de la  Antártica Chilena, comuna Cabo de Hornos.
El canal queda dentro del parque nacional Alberto de Agostini
Desde hace aproximadamente 6000 años hasta mitad del siglo XX sus costas fueron habitadas por los pueblos kawésqar y yámana. A comienzos del siglo XXI estos pueblos habían sido prácticamente extinguidos por la acción del hombre blanco.

## Recorrido
El canal corre en dirección general 256° entre dos cadenas de montañas paralelas y de unos 1.000 metros de altura de las islas Gordon y Hoste. El ancho de su curso varía entre 3 cables y una milla. Su largo es de aproximadamente 32 millas.
Su boca oriental se encuentra a la altura de la punta Divide extremo oriental de la isla Gordon y su salida occidental la señala el cabo Kekhlao de la isla Hoste y desemboca en la bahía Cook situada en el océano Pacífico. 
Las corrientes de marea son muy fuertes y producen numerosos escarceos y revesas.

## Historia
Desde hace unos 6000 años sus aguas eran recorridas por los pueblo kawésqar y yámanas, nómades canoeros, recolectores marinos. Esto duró hasta mediados del siglo XX en que prácticamente ya habían sido extinguidos por la acción del hombre blanco.
A fines del siglo XVIII, a partir del año 1788 comenzaron a llegar a la zona los balleneros, los loberos y cazadores de focas ingleses y estadounidenses y finalmente los chilotes.
En enero y febrero de 1833 el comandante Fitzroy con el HMS Beagle estuvo fondeado en el paso Goree  y en embarcaciones recorrió el sector de las islas del S y SE del archipiélago de Tierra del Fuego. Durante ese período desembarcó en Wulaia a los 3 fueguinos sobrevivientes de su viaje a Inglaterra -Jemmy Button, Fuegia Basket y York Minster- y completó el reconocimiento y levantamiento hidrográfico de los canales Beagle y Ballenero. Estuvo en el canal Murray, Brazo Noroeste, seno Darwin, canal O'Brien, canal Ballenero, bahía Cook y Brazo del Sudoeste.

## Clima y vientos

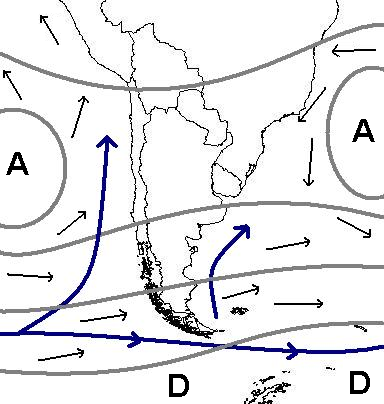
Clima de Chile

El clima de la región de Magallanes está influenciada por tres factores: 1.- La circulación atmosférica, 2.- La influencia oceánica y 3.- El relieve. Estos tres factores originan tres tipos de clima: a) Templado frío lluvioso, b) Estepa fría y c) Hielo de altura. La circulación atmosférica se caracteriza por la persistencia de los vientos del oeste. La influencia del océano Pacífico es responsable que estos vientos sean muy húmedos y originen copiosas precipitaciones sobre el litoral pacífico. El relieve destaca el papel de la barrera orográfica ejercida por la cordillera Patagónica-Fueguuina, en su flanco occidental producen precipitaciones de hasta 4.000 mm. anuales y en su flanco oriental las precipitaciones son escasas, menos de 500 mm anuales. La coincidencia de tierras altas y temperaturas relativamente bajas permite la existencia del clima glaciar de montaña. 
Estos tres climas son los que se manifiestan la región del archipíélago Tierra del Fuego. En las islas del NO tenemos el clima templado frío lluvioso; en la isla Grande el clima de estepa fría y en las islas del Sur y Sureste el clima templado frío lluvioso y en la parte cordillerana de los ventisqueros el clima de hielo de altura. 
El clima templado frío lluvioso característico de la región insular o cordillerana es un clima marítimo subantártico con muy débil amplitud térmica anual (4 °C) y copiosísimas precipitaciones (más de 3.000 mm), repartidas regularmente con un predominio otoñal y mínimo en invierno.
El clima de hielo de altura que domina en el sector de los ventisqueros, es un clima glaciar de montaña con temperaturas inferiores a 0 °C todo el año. Temperaturas de verano relativamente bajas y nubosidad persistente.
El clima de estepa fría característico de la región pampeana, presenta una amplitud térmica moderada (unos 9 °C), veranos cortos y frescos (menos de 4 meses con más de 10 °C). Escasas precipitaciones (casi 500 a menos de 300 mm anuales).

## Flora y fauna
El sector tiene principalmente un clima templado frío lluvioso por lo que cuenta con una tupida vegetación formada principalmente por coigüe de Magallanes, canelos, lengas, ñire y algunas especies comestibles como la frutilla magallánica; en algunos suelos se encuentran musgos, líquenes, coirón y hongos.
La avifauna está formada por albatros, cormoranes, petreles y cóndores. En las zonas boscosas se encuentran canquenes y el Martín pescador. Entre los mamíferos se encuentran, en las playas elefantes marinos, lobo común y el lobo fino austral y hacia los bosques, nutrias y coipos.

## Islas e islotes

### Isla Hoste
Es una de las mayor superficie del archipiélago de Tierra del Fuego, mide aproximadamente 65 millas de E-O y 45 millas de N-S. Está formada por cinco penínsulas: Cloué, Rous, Hardy, Pasteur y Dumas entre las cuales penetra el mar formando grandes senos y bahías.
Por su lado norte corren el Brazo del Sudoeste y el canal Beagle, por el este el canal Murray, el seno Ponsonby y la bahía Nasáu. por el sur el océano Pacífico y por el oeste la bahía Cook. Es muy montañosa con cumbres que alcanzan los 1000 metros.

## Bahías, esteros

### Bahía Rafagales
Mapa de la bahía
Está situada en la costa oeste de la península Cloue de la isla Hoste. En el lado sur de la entrada occidental del brazo del Sudoeste. Es un extenso y ancho seno de 2 nmi de fondo y 1,2 nmi en una extensión hacia este. Existe un fondeadero al NE del cabo Kekhlao.

### Estero Fouqué
Localizado 16 millas al este de la bahía Rafagales y sobre la costa sur del brazo del Sudoeste. Es profundo y angosto, 8 nmi de largo con una extensión hacia el oeste de 1,8 nmi. En su entrada se encuentra la caleta Lynch.

### Bahía Fleuriais
Mapa de la bahía
Está ubicada sobre la costa sur de la isla Gordon, unas 3 nmi al ENE del estero Fouqué y 12 nmi al W de la punta Divide. Es fácil de reconocer desde lejos por varios islotes bajos y arbolados que se desprenden hacia el canal. Su saco es de 1 nmi. Existe un buen fondeadero en 22 metros de agua y fondo de piedra.

### Bahía Penhoat
Mapa de la bahía
Emplazada 3 nmi al este de bahía Fleuriais, pero en la costa sur del brazo del Sudoeste, en la costa norte de la península Cloue. Formada por dos esteros de unas 3 nmi de saco cada uno, uno se abre en dirección SE y el otro en dirección SW. Por ser demasiada profunda no es útil para los navegantes.

## Puntas y cabos

### Cabo Kekhlao
Mapa del cabo
Es el extremo NW de la isla Hoste y marca el comienzo por el occidente del brazo del Sudoeste. Es muy escarpado de color oscuro, está coronado por dos cumbres pequeñas.

### Punta Divide
Es la extremidad oriental de la isla Gordon. Baja y angosta, cubierta de vegetación. Da origen al brazo del Noroeste y al brazo del Sudoeste del canal Beagle.